# Auslöschung (VanderMeer)
Auslöschung (Originaltitel Annihilation) ist ein 2014 erschienener Roman von Jeff VanderMeer. Die deutsche Übersetzung durch Michael Kellner erschien ebenfalls 2014. Bei dem Roman handelt es sich um den ersten Teil der Southern-Reach-Reihe.
2018 entstand unter der Regie von Alex Garland die gleichnamige Verfilmung des Werks.

## Inhalt
Der Roman beschreibt eine Expedition von vier Wissenschaftlerinnen in ein in den USA gelegenes Naturhabitat, welche von einer Organisation namens Southern Reach initiiert wurde. Es soll sich um die zwölfte Mission dieser Art handeln. Die Region wird als Area X bezeichnet und ist von der Außenwelt abgeschnitten. Die Grenze kann nur unter Hypnose durchtreten werden, die durch eine an der Expedition beteiligte Psychologin durchgeführt wird. In dem Gebiet, welches als im Wandel beschrieben wird, passieren aus biologischer und wissenschaftlicher Sicht außergewöhnliche Dinge, wie beispielsweise eine problemlose und rasante Anpassung von Meereslebewesen an das Leben in Süßwasser.
Zu Beginn der Expedition trifft die Gruppe unweit des Basislagers auf einen unterirdisch angelegten Turm, auch als Tunnel bezeichnet, welchen sie als ersten Anhaltspunkt ihrer Forschung annimmt. Dieses Gebäude ist auf den von Southern Reach zur Verfügung gestellten Karten nicht eingezeichnet. Bei einer ersten Untersuchung im Inneren finden sie mysteriöse, aus Pilzen und Moosen bestehende Schriftzüge in ihrer Sprache vor, welche natürlich entstanden zu sein scheinen und inhaltlich wie Bibelverse wirken. Bei der genaueren Betrachtung infiziert sich die Biologin mit ihr unbekannten Sporen, was sie dem Team allerdings verschweigt.
Am selben Abend findet sie heraus, dass die Sporen sie immun werden lassen gegen die Hypnose der Psychologin, welche diese deutlich häufiger benutzt, als vorher kommuniziert wurde. Am nächsten Tag wollen sie eine erneute Untersuchung des Turms vornehmen, diesmal besser vorbereitet. Die Psychologin berichtet, dass die Anthropologin beschlossen habe, Area X freiwillig wieder zu verlassen. Außerdem weigert sie sich, sich der Mission ins Innere des Turms anzuschließen, weshalb die Biologin alleine mit der Landvermesserin absteigt. Im Inneren des Turms finden sie die Leiche der Anthropologin. Mehrere Anhaltspunkte weisen darauf hin, dass sie unter Hypnose der Psychologin stand und in ihren Tod geschickt wurde. Zurück an der Oberfläche fehlt von der Psychologin jede Spur.
Nach einer Nacht im Basislager beschließen die beiden Wissenschaftlerinnen, sich zu trennen. Die Biologin macht sich alleine auf zu einem nahe gelegenen Leuchtturm, in welchem sie des Nachts Lichtaktivitäten gesehen hat. Im Leuchtturm findet sie neben Spuren eines Kampfes einer früheren Mission unzählbar viele Tagebücher, ähnlich ihrem eigenen. Dies lässt sie vermuten, dass es bereits deutlich mehr Missionen als diese 12 gegeben hat und dass der Leuchtturm stets ein zentraler Anlaufpunkt war. Unter den Tagebüchern ist auch das ihres verstorbenen Ehemanns. Dieser war Mitglied der elften Mission, ist allerdings auf mysteriöse Weise zu ihr nach Hause zurückgekehrt und kurze Zeit später an Krebs verstorben.
Auf dem Rückweg trifft sie auf die im Sterben liegende Psychologin, welche durch einen Sturz vom Leuchtturm stark verwundet ist. Auch im Sterben gibt sie nur spärliche Informationen weiter. Zurück im Basislager wird die Biologin von der anscheinend verrückt gewordenen Landvermesserin angegriffen. Sie wird zwar zweimal angeschossen, kann aber am Ende ihre Gegnerin töten. Als Grund sieht die Biologin die voranschreitende Symbiose mit den Sporen, welche ihr gestärkte Sinne und Reflexe gibt und ihr hilft, den Schmerzen zu widerstehen.

Sie beschließt, ein weiteres Mal zum Turm zurückzukehren, und trifft dort auf ein Wesen, das sie selbst als Crawler bezeichnet und das eine Art Symbiose mit dem ehemaligen Leuchtturmwärter eingegangen ist. Nur knapp kann sie wieder aus dem Turm entkommen. Aus den Tagebüchern ihres Mannes entnimmt sie, dass dieser noch am Leben sein könnte und Area X nie verlassen hat. Bei der Person, die zu ihr nach Hause zurückkehrte, handelte es sich nur um eine Kopie seines Körpers. Sie beschließt, ebenfalls in der Area X zu bleiben und nach ihrem Ehemann zu suchen.

## Stil
Der Roman ist als Tagebuch aus Sicht der Biologin verfasst, allerdings verzichtet er auf detaillierte, wissenschaftliche Fakten und konzentriert sich mehr auf die Psyche, Erinnerungen und Erlebnisse der Protagonistin. Der Autor verschweigt bewusst die Namen der Protagonisten, so werden alle Personen nur nach ihrem Beruf benannt und auch innerhalb des Buches so angesprochen. Außerdem enthält das Buch dem Leser viele Informationen vor, da diese auch von der Organisation Southern Reach oder den anderen Expeditionsteilnehmerinnen innerhalb des Buches nicht an die Erzählerin weitergegeben wurden. Damit befindet sich der Leser immer auf einem ähnlichen Wissensstand wie die Biologin.

## Rezeptionen
Der Roman hat auf goodreads eine durchschnittliche Bewertung von 3.71 von 5 Sternen bei 162,944 abgegebenen Bewertungen erhalten (Stand 24. März 2021).

Die Rezeptionen fallen größtenteils positiv aus, so wird vor allem die Vermischung verschiedener Genres wie Science-Fiction, Fantasy oder Horror-Thriller immer wieder positiv herausgestellt.
Der Roman gewann den Nebula Award for Best Novel 2015 und den Shirley Jackson Award für den besten Roman 2014.

## Verfilmung
2018 wurde eine filmische Adaption des Buchs veröffentlicht. In Deutschland erfolgte dies direkt auf Netflix. Die Regie und das Drehbuch übernahmen Alex Garland, die Hauptrolle der Biologin spielte Natalie Portman. Die Handlung des Filmes unterscheidet sich grundlegend von der des Buchs, so kommt der Turm beispielsweise im Film nicht vor, während er im Buch ein zentrales Handlungselement darstellt. Auch die Zusammenstellung des Teams ist stark verändert, und der Film endet mit der Zerstörung des Schimmers (im Film das Äquivalent zu der Grenze der Area X) anstatt weitere Ereignisse offen zu lassen.

Die Internationalen Einspielergebnisse liegen bei mindestens 43 Mio. US-Dollar. Auch die Kritiken fielen größtenteils positiv aus.